# Áratos
Áratos är en ort i Grekland.   Den ligger i prefekturen Nomós Rodópis och regionen Östra Makedonien och Thrakien, i den nordöstra delen av landet, 400 km norr om huvudstaden Aten. Áratos ligger 34 meter över havet och antalet invånare är 1 152.
Terrängen runt Áratos är platt åt sydväst, men åt nordost är den kuperad. Runt Áratos är det ganska glesbefolkat, med 28 invånare per kvadratkilometer. Närmaste större samhälle är Komotini, 13,0 km väster om Áratos. Trakten runt Áratos består till största delen av jordbruksmark.